# Leschenaultia bessi
Leschenaultia bessi är en tvåvingeart som beskrevs av Toma och Guimaraes 2002. Leschenaultia bessi ingår i släktet Leschenaultia och familjen parasitflugor. Inga underarter finns listade i Catalogue of Life.